# Ahmed Jasin
Ahmed Ismail Jasin (Arapski: الشيخ أحمد ياسين) (oko 1937. – Gaza 22. ožujka 2004.), suosnivač i vođa radikalnog palestinskog pokreta i militantne organizacije Hamas.
Rodio se u gradu Aškelonu, a kao posljedica nesreće u mladosti oslijepio je i postao paraplegičar.
Zajedno s Abdel Azizom al-Rantissijem 1987. godine osniva Hamas koji se prvotno zvao Palestinsko krilo Muslimanskog bratstva. 
Često je završavao u kućnom pritvoru, iz kojeg je uvijek izlazio nakon žestokih demonstracija koje su vodili njegovi pristaše.
1989. je optužen za ubojstva Palestinaca koji su surađivali s Izraleskim obrambenim snagama. Zbog toga je osuđen na doživotni zatvor. Pušten je 1997. godine. Nakon niza terorističkih napada za koje je odgovornost preuzeo Hamas izraelska vojska odlučila ga je likvidirati. Prvi takav pokušaj dogodio se 2003., no taj atentat je preživio s lakšim ozljedama. 
Ubijen je u gradu Gazi nakon izlaska s ranojutarnje molitve u džamiji izraelskim projektilom. Naslijedio ga je Abdel Aziz al-Rantissi, koji je tadođer ubijen iste godine.